# Вальман, Вальтер
Вальтер Вальман (нем. Walter Wallmann; 24 сентября 1932 — 21 сентября 2013) — немецкий политик, член Христианско-демократического союза, в своё время занимавший посты обер-бургомистра Франкфурта-на-Майне, премьер-министра Гессена и федерального министра по охране окружающей среды, охраны природы и ядерной безопасности.

## Ранний период
Получив аттестат зрелости, Вальман изучал юриспруденцию в Марбургском университете. Учёба завершилась сдачей двух госэкзаменов во Франкфурте-на-Майне. К 1961 году Вальман вступил в ХДС. В 1965 году он защитил диссертацию по теме «Уголовная проблематика права на наказание преподавателей в условиях действующего конституционного права» в университете Марбурга. Затем до 1967 года работал судьёй в городе Кассель, а также в участковом суде Ротенбурга-на-Фульде и в земельном суде Гисена. В 1967 году Вальман — исполняющий обязанности председателя ХДС Гессена, а 1968 году возглавил фракцию ХДС в ландтаге.
После парламентских выборов 1972 года Вальман выбыл из гессенского ландтага, став членом немецкого бундестага. Здесь он входил во фракцию правящего блока ХДС/ХСС. В 1974—1975 годах возглавлял следственную комиссию по делу Гийома, за что получил общественное одобрение и признание.

## Обер-бургомистр Франкфурта-на-Майне
В 1977 Вальман сложил свой мандат, после того, как на муниципальных выборах во Франкфурте-на-Майне ХДС неожиданно добился абсолютного большинства, и находившийся в должности обер-бургомистр Руди Арндт (СДПГ) сложил свои полномочия. Вальман выставлял свою кандидатуру сразу в трёх округах одновременно — в Гессене, Марбурге и Франкфурте-на-Майне, став в результате обер-бургомистром последнего города.
На посту мэра Вальман вёл широкую строительную политику, восстановив, к примеру, старые фахверковые дома в районе ратуши Рёмер (восточный ряд), инициировав сбор средств на реставрацию здания Старой Оперы, разрушенного во время Второй мировой войны. Ремонт, начатый ещё в 50-е, при Вальмане был завершён, и 28 августа 1981 года театр был торжественно открыт исполнением Восьмой симфонии Малера. Также много заботился об оздоровлении франкфуртского привокзального квартала (Bahnhofsviertel) и развитии Музейной набережной.
Он принимал активное участие и во внешней политике, так в 1980 году его усилиями был заключён договор о дружбе между Франкфуртом и Тель-Авивом. Тогда же стартовала программа посещений города для бывших еврейских граждан Франкфурта, преследовавшийся во времена нацизма. А годом ранее, в 1979 году, в надежде на мир с Ближним Востоком подобный договор был заключён и с египетской столицей — Каиром.
В 1982 году Вальман был избран председателем ХДС в Гессене, а в 1985 — заместителем федерального председателя партии. В 1985—1986 годах, выполняя функции обер-бургомистра, был избран президентом Германского конгресса городов.

## Первый федеральный министр по охране окружающей среды
Чернобыльская авария вызвала в немецком обществе сильную обеспокоенность. Это подтолкнуло федерального канцлера Гельмута Коля к созданию отдельного самостоятельного министерства ответственного за охрану природы страны. До сих пор этими вопросами ведало министерство внутренних дел. Возглавил новое образование — Вальтер Вальман.
В разряд важных государственных достижений в течение его 11-месячного пребывания в должности следует отнести закон о налоговых преференциях для автомобилей с низким содержанием выбросов вредных веществ. И закон о моющих и чистящих средствах, предусматривающий минимизацию доли фосфатов или же полное их отсутствие в составе ингредиентов. Благодаря этому закону, вступившему в силу в 1987 году, выбросы фосфатов в сточные воды сократились на 80 %.
Ещё одна техническая новинка того времени, призванная обезопасить окружающий мир, была названа именем министра. Речь идёт о «клапане Вальмана» — устройстве, предотвращающем разгерметизацию противоаварийной оболочки реактора в аварийных ситуациях за счёт отвода давления лишних газов в атмосферу.

## Премьер-министр Гессена
23 апреля 1987 года деятельность Вальмана в федеральном правительстве как министра по охране окружающей среды, охраны природы и ядерной безопасности была завершена. Для гессенского подразделения ХДС он был лучшим кандидатом на должность премьер-министра на следующих земельных выборах. После победы на которых была создана правительственная коалиция с партией СвДП, а Вальман стал премьер-министром земли Гессен. Под его руководством коалиция ХДС/СвДП смогла осуществить своё предвыборное обещание, приняв «Закон о восстановлении свободного школьного выбора на территории земли Гессен». Кроме того, тогда же, непродолжительный период времени Вальман занимал пост президента немецкого Бундесрата. Были однако и неприятности. В 1987 году произошла серьёзная авария в реакторном блоке А атомной электростанции «Biblis». В результате ошибки персонала произошла протечка первичного контура системы охлаждения. Последствия инцидента устранялись оператором станции RWE и компетентными органами в течение года, что привело к снижению доверия населения.
На выборах в ландтаг 1991 года его коалиция ХДС и СвДП необходимого большинства не достигла.
В дальнейшем Вальман вернулся к частной адвокатской практике. В 1995 был в числе районных председателей от Франкфурта-на-Майне, и, в 1997 по состоянию здоровья удалился от политики. Живёт с женой в Идштайне. Также у него — сын и три внука.

## Звания и награды
- 1979 — премия Германа Элера
- 2003 — Гессенский орден почёта
- 21 января 2007 — премия Игнаца Бубиса. Комиссия обосновала своё решение как «за выдающийся путь к пониманию и терпимости, и личный пример». Обер-бургомистр Франкфурта Петра Рот, а также вице-президент Центрального еврейского совета в Германии и председатель еврейской общины Франкфурта, Саломон Корн, особенно оценили вклад Вальмана в укрепление связей между городами-побратимами.

## Публикации (избранное)
- Der Preis des Fortschritts. Beiträge zur politischen Kultur (нем.). — Stuttgart: Deutsche Verlags-Anstalt, 1983. — 288 S. — ISBN 9783421061409.

- Die Gegenwart der Geschicht (нем.). — Frankfurt am Main: Societäts-Verlag, 2001. — 144 S. — ISBN 9783797307699.

- Im Licht der Paulskirche (нем.). — Potsdam: Goetz, 2002. — 247 S. — ISBN 9783000099564.

- Die Umweltmacher: 20 Jahre BMU Geschichte Und Zukunft Der Umweltpolitik (нем.). — Hamburg: Hoffmann und Campe, 2006. — 496 S. — ISBN 9783455500196.